# Здание парламента Таиланда в районе Дусит
Здание парламента Таиланда (тайск. อาคารรัฐสภาไทย) — комплекс сооружений в районе Dusit в столице Таиланда, городе Бангкоке, для размещения парламента (национальной ассамблеи) страны. Заседания тайского парламента проходили в этом комплексе в период с 1974 по 2018 годы.
В комплексе работал «Музей Демократии», экспозиции которого связаны с историей политики Таиланда.

## История создания
17 июня 1969 года правительство под руководством Танома Киттикачона одобрило сооружение нового здания парламента на площади 20 рай к северу от Тронного зала Ананда-Самакхом. Для строительства был выделен бюджет в 51 миллион бат. Территория для застройки была предоставлена королём Таиланда Пхумипоном Адульядетом на Soi Uthong Nai в непосредственной близости от Дворца Виманмек и Abhisek Dusit Throne Hall.
Причиной строительства стала невозможность проведения заседаний разросшегося в парламента в прежнем помещении в Тронном зале.
Дизайн был разработан Pol Julasawak, вдохновлявшимся зданием парламента Бразилии. Сооружение комплекса зданий было доверено Phranakorn Construсtion company, контракт был подписан 5 ноября 1970 года.
Строительство было закончено спустя 4 года во время действия правительства Санъя Тхаммасака.

### Дизайн
Всего на территории было возведено 3 основных здания и 3 второстепенных. К основным можно отнести трехэтажное здание заседаний, семиэтажный корпус (внутри располагалась типография, библиотека, зоны отдыха, музей, служебные кабинеты) и двухэтажный клуб-столовую. Кроме того были возведены: малое здание для гостей парламента, гараж, помещение охраны.
На территории парламента было большое количество декоративных элементов. Ландшафтным дизайном занимался Saeng Arun Ratkasikorn. Перед центральным входом располагался пруд с цветком из желтого металла, символизирующим демократию. Эту композицию впоследствии заменили на статую короля Рамы VII. По бокам от входа располагались две женские скульптуры. Одна — с кувшином, символизирующая воду, вторая — символизировала землю. Около одного из углов здания располагалась мраморная скульптура птицы (символ воздуха), около другого угла — скульптура, символизирующая огонь.
Внутри здания располагались многочисленные предметы искусства. В частности, на стенах коридоров и залов находились 50 картин маслом, изображавших деятельность тайских монархов, от Рамы I до Рамы IX. Между вторым и третьим этажом создана масштабная фреска, символизирующая надежду на светлое будущее. Другие помещения также были декорированы символическими узорами или живописными полотнами.

### Вторая очередь
В результате очередных изменений в Конституции Таиланда, парламент вновь стал двухпалатным. В результате увеличения количества сотрудников стало невозможно нормальное функционирование парламента в имеющихся помещениях. 14 мая 1990 года было принято решение о строительство дополнительного трёхэтажного корпуса с подземным этажом. Бюджет строительства составил 270 миллионов бат.

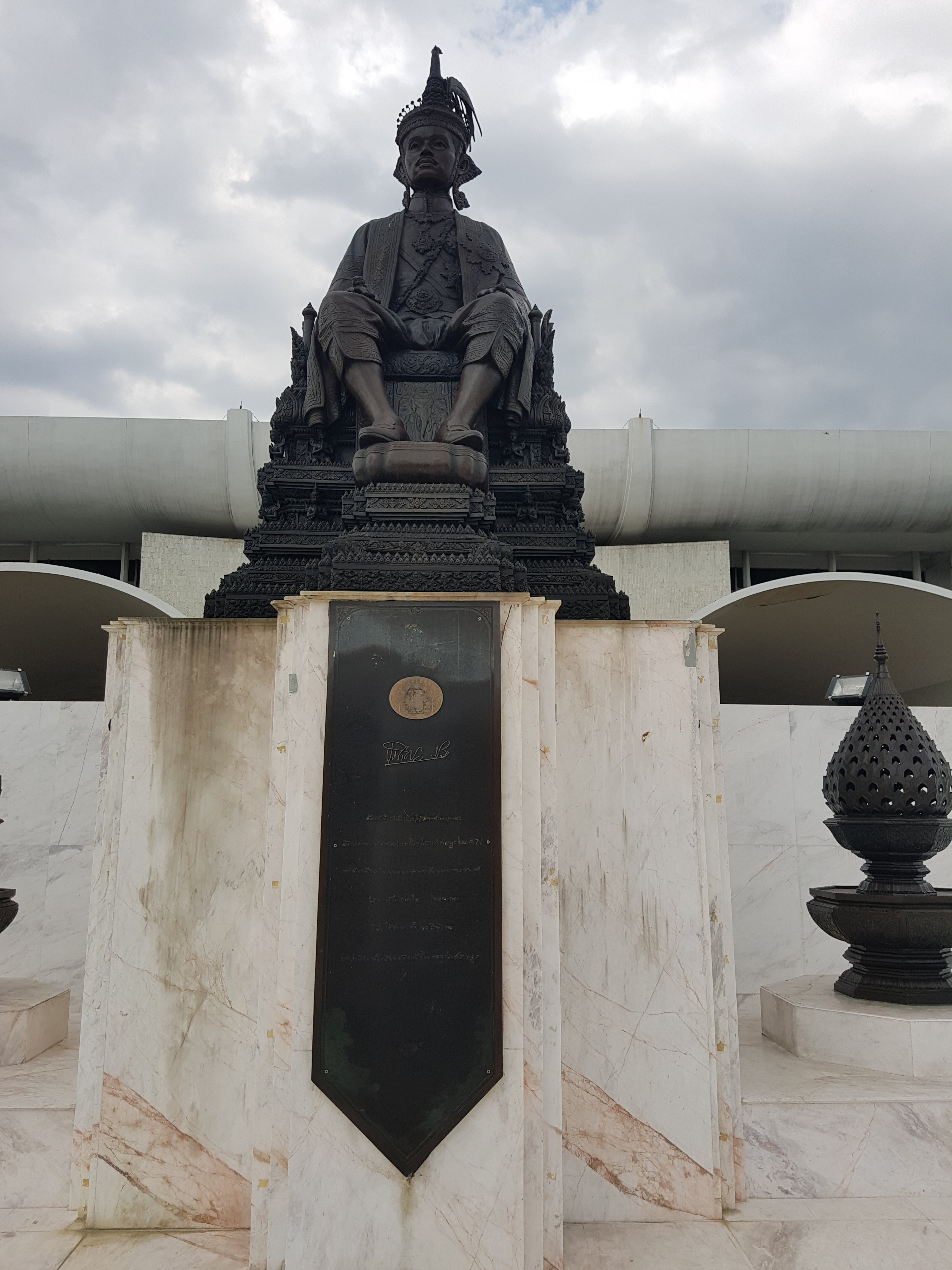
Памятник королю Прачадипоку

### Статуя короля
Перед входом в основное здание парламентского комплекса была возведена статуя короля Прачадипока, «отца тайской демократии», при котором абсолютная монархия сменилась конституционной монархией и был образован парламент.
Статую расположили на месте оригинальной декоративной композиции.
В 2019 году статую отправили на реставрацию после церемонии прощания. В 2022 году изготавливался специальный новый постамент, на который планируется установить отреставрированный памятник в новом парламентском комплексе.
За изготовлением макета статуи пристально наблюдала престарелая вдова короля Прачадипока — Рампхаипханни, бывшая королева Сиама. На торжественной церемонии открытия статуи в 1981 году присутствовал король Адулъядет. Статуя с полтора раза масштабней короля Прачадипока[что?]. Статуя стала символом единства во многих смыслах. С одной стороны, расположенная у главного входа, она показывала близость парламента и короля, с другой, являлась символом единства. Для ее изготовления средства были предоставлены разными слоями общества — правительство выделило бюджет в 10 000 000 бат, граждане пожертвовали личных средств 2 000 000 бат, члены парламента пожертвовали 300 000 бат личных средств.
Новый парламентский комплекс гораздо крупнее, поэтому со статуи после демонтажа были сняты слепки и отмасштабированы для изготовления новой статуи в 4 раза больше короля. Министерство культуры Таиланд предполагало, что такая статуя будет соразмерна новому Парламенту, однако такое решение, сначала одобренное, вызвало в 2020-2021 годах общественные и парламентские прения. Оригинальную статую также хотели разместить на территории нового парламента — в зале славы музея демократии. Из запланированного бюджета в 25 369 840 бат, 7 700 000 уже было освоено, однако в 2022 году решение по статуям было заморожено в ожидании королевского вердикта.

## Особенности
По многочисленным свидетельствам прессы, территорию парламентского комплекса  по неизвестным причинам облюбовали вороны и вараны, из-за чего происходили многочисленные нападения на людей, что создавало сложности как для обслуживающего персонала, так и для сотрудников.

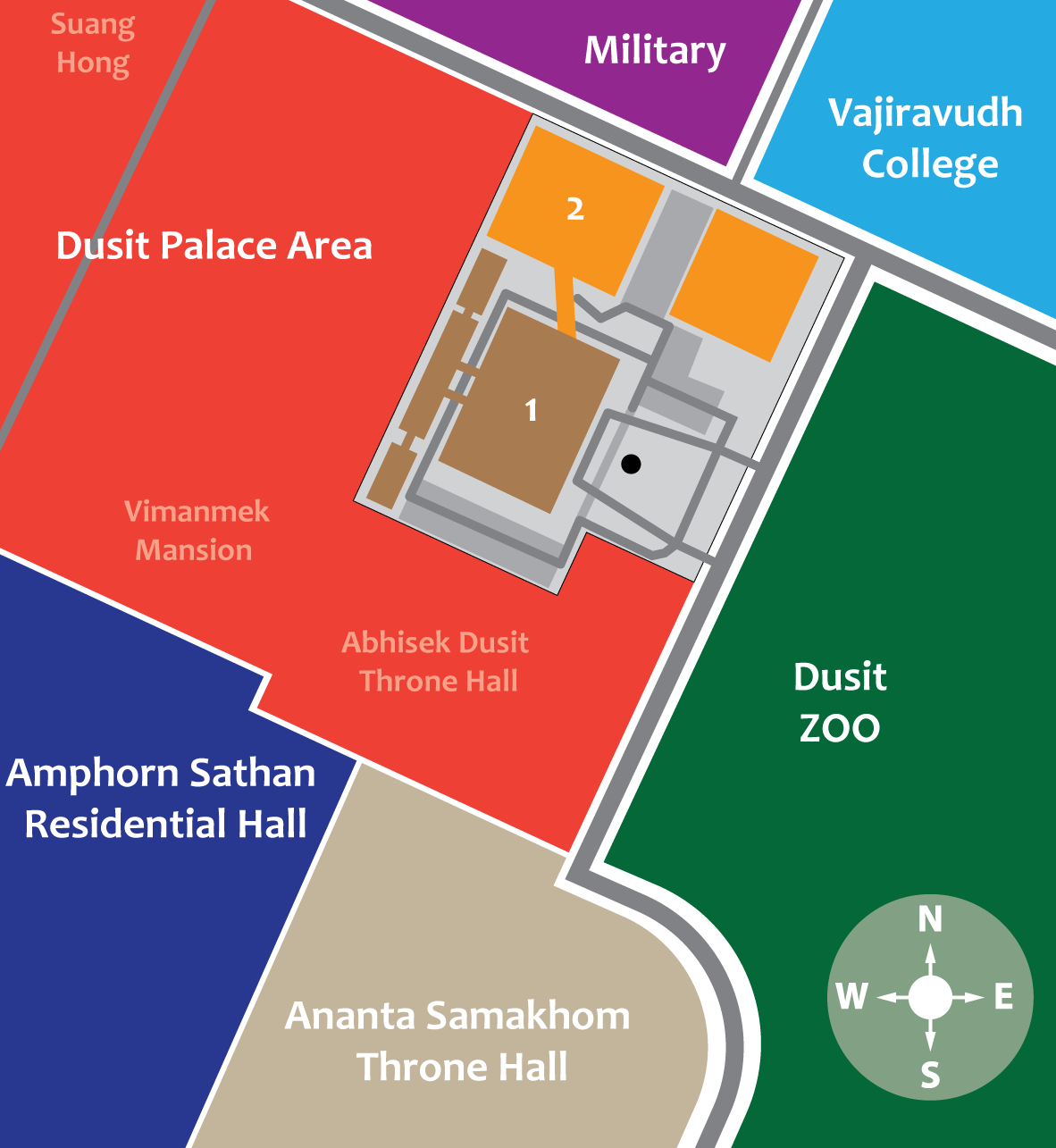
Схема парламентского комплекса и окружающих территорий. По состоянию на 2009 год. 1 (коричневый) — первый комплекс 1974 года, 2 (оранжевый) — дополнительные здания, построенные в 1990-х годах. Черный круг — месторасположение статуи короля Прачадипока.

## Окончание работы
Земли, на которых располагался комплекс зданий Парламента, были возвращены королевской администрации к концу 2018 года. Парламент был выселен из помещений в начале 2019 года, здания снесены в 2019 году. Парламент для своих заседаний был вынужден арендовать временные помещения до завершения строительства нового парламентского комплекса.